# حزب التضامن الأمريكي
حزب التضامن الأمريكي (بالإنجليزية: American Solidarity Party) أو اختصاراً (ASP) هو حزب سياسي ديمقراطي مسيحي في الولايات المتحدة. تأسس في عام 2011 وتم تسجيله رسميًا في عام 2016. يملك الحزب لجنة وطنية للتضامن ولديه العديد من الفروع النشطة على المستوى المحلي والولائي. بيتر سونسكي هو مرشح الحزب في الانتخابات الرئاسية الأمريكية 2024.
يتميز الحزب الأمريكي للتضامن بأنه محافظ اجتماعياً مع دعمه لتدخل الحكومة في الشؤون الاقتصادية. يشجع الحزب على التنمية الاجتماعية وفقًا لمبادئ التوزيع والسلطة الذاتية، مع التركيز على "أهمية العائلات القوية، والمجتمعات المحلية، والجمعيات الطوعية". يؤيد السياسات المالية التقدمية، بالإضافة إلى اقتصاد سوق اجتماعي بطابع توزيعي، يسعى إلى "مشاركة اقتصادية واسعة وملكية"، وتوفير برنامج للضمان الاجتماعي.
في انتخابات الرئاسة لعام 2024، تواجد الحزب على ورقة الاقتراع في ألاباما وألاسكا وأركنساس وفلوريدا وهاواي ولويزيانا ومسيسيبي وأوهايو. بالإضافة إلى ذلك، حصل الحزب الأمريكي للتضامن على موافقة لتسجيل أسماء الكتابة في كاليفورنيا وكولورادو وكونيتيكت وديلاوير وجورجيا وإيداهو وإلينوي وإنديانا وآيوا وكانساس وكينتاكي وماين وماريلاند وماساتشوستس وميشيغان ومينيسوتا وميسوري ونبراسكا ونيوهامشير ونيوجيرسي ونيويورك ونورث داكوتا وأوريغون وبنسلفانيا ورود آيلاند وتينيسي وتكساس ويوتا وفيرمونت وواشنطن ووست فرجينيا وويسكونسن ووايومينغ.

## التاريخ
تأسس حزب التضامن الأمريكي في عام 2011 باسم الحزب الديمقراطي المسيحي في الولايات المتحدة (بالإنجليزية: Christian Democratic Party USA) (CDPUSA) على يد المؤسسين ديفيد "فروست" هاريس، وكيرك موريسون، وجاك كويرك. في عام 2012، دعم الحزب ترشيح جو شراينر المستقل للرئاسة. في ديسمبر 2020، انضم حزب التضامن الأمريكي إلى منظمة تحالف من أجل الانتخابات الحرة والشفافة.

## الأيديولوجيا
يتبنى حزب التضامن الأمريكي بشكل كبير أيديولوجية الديمقراطية المسيحية، التي تأثرت بتعاليم الكنيسة الكاثوليكية الاجتماعية، واللاهوت النيوكالڤيني، والتعليمات الاجتماعية التي تدعمها تقاليد مسيحية أخرى في مناطق مختلفة من العالم. بناءً على ذلك، يستلهم الحزب من الحركات الديمقراطية المسيحية في أوروبا والأمريكتين.
وقد تم تصنيف حزب التضامن الأمريكي على أنه محافظ في القضايا الاجتماعية، بينما يدعم تدخل الحكومة في الشؤون الاقتصادية، مما يجعله حزبًا مجتمعانياً.

### المواقف السياسية

#### القضايا الاجتماعية
يعارض حزب التضامن الأمريكي الإجهاض والقتل الرحيم وعقوبة الإعدام على أساس قدسية الحياة الإنسانية. ويعتبر الأسرة التقليدية حجر الأساس للمجتمع.
يدعو حزب التضامن الأمريكي إلى نهج متعاطف تجاه الهجرة، مؤكدًا على ضرورة تحقيق التوازن بين الحاجة إلى حدود آمنة والالتزام بكرامة الإنسان. ويتضمن ذلك معالجة الأسباب الجذرية للهجرة، مثل تأثير القوة العسكرية والسياسية والاقتصادية للبلاد في الخارج.

#### القضايا الاقتصادية
يدعم حزب التضامن الأمريكي نظام رعاية صحية شاملة، بالإضافة إلى اقتصاد يحتوي على توزيع واسع للملكية الإنتاجية، لا سيما من خلال زيادة ملكية وإدارة العمال لوسائل الإنتاج الخاصة بهم.

#### القضايا المتعلقة بالسياسة الخارجية
يتبنى حزب التضامن الأمريكي سياسة غير تدخُّلية في شؤونه الخارجية، حيث يعتبر السلام هو المبدأ الأساسي في توجيه سياسته. يدعم المساعدات الخارجية والدبلوماسية غير العنيفة، في حين يعارض استخدام العمل العسكري العنيف كوسيلة لحل النزاعات.

#### إصلاح النظام الانتخابي
يدعو حزب التضامن الأمريكي إلى إصلاح النظام الانتخابي بهدف مكافحة ما يسميه "الملكية السياسية" والجمود السياسي. يقترح الحزب اعتماد التمثيل النسبي في مجلس النواب، ويؤيد استخدام تصويت الاختيار التفضيلي أو التصويت الموافقة في جميع الانتخابات. كما يدعم تسهيل عملية تسجيل الناخبين. يُولي الحزب أيضًا أهمية للوصول العادل للمرشحين المستقلين، وضمان الوصول إلى معلومات محايدة، ويؤيد تنفيذ برامج تجريبية للتصويت الإلكتروني مع مراعاة القضايا الأمنية.

## التأثيرات
يكتب دانيال سيليمان أن حزب التضامن الأمريكي، مثل باقي الأحزاب المسيحية الديمقراطية، يستمد أفكاره من التعاليم الاجتماعية الكاثوليكية واللاهوت النيّو كالڤيني. وبالمثل، يقول ديفيد مكفيرسون إن حزب التضامن الأمريكي "يؤكد ... كامل طيف التعاليم الاجتماعية الكاثوليكية" (أي التعاليم المتعلقة بقدسية الحياة البشرية، والصالح العام، والتكاملية، وحرية الدين، والتضامن، وما إلى ذلك)، موضحًا الفرق بين الحزبين الجمهوري والديمقراطي، اللذين يعترف كل منهما فقط ببعض هذه النقاط. تتمثل أكبر قاعدة دعم للحزب في ولايتي كاليفورنيا وتكساس، حسبما أفاد ماديرا تريبيون (من ماديرا، كاليفورنيا)

## الانتخابات

### 2016

#### الانتخابات الرئاسية
خلال موسم الانتخابات الرئاسية لعام 2016، عقد حزب التضامن الأمريكي مؤتمرًا عبر الإنترنت في 9 يوليو 2016، حيث تم ترشيح أمير آزارفان من ولاية جورجيا للرئاسة ومايك ماتورن من ولاية ميشيغان نائبًا للرئيس. ومع ذلك، انسحب آزارفان لاحقًا، وبناءً على ذلك تم تعديل التذكرة الانتخابية، حيث ترشح ماتورن للرئاسة وخوان مويوز من ولاية تكساس نائبًا للرئيس.
في انتخابات 2016، تم إدراج حزب التضامن الأمريكي في بطاقات الاقتراع في ولاية كولورادو. وكان أيضًا خيارًا مدعومًا بالكتابة في العديد من الولايات مثل ألاباما، وكاليفورنيا، وجورجيا، وآيوا، وكانساس، وكنتاكي، وماريلاند، وميشيغان، ومينيسوتا، ونيو هامبشاير، ونيوجيرسي، وأوهايو، وأوريغون، وبنسلفانيا، ورود آيلاند، وتكساس، وفيرمونت، وواشنطن. حصل ماتورن على 6,697 صوتًا، باستثناء الولايات التي لم تقم بالإبلاغ عن الأصوات التي تم الإدلاء بها له.

### 2017
في انتخابات منتصف المدة لعام 2017، رشح حزب التضامن الأمريكي مرشحة لانتخابات الهيئة التشريعية في ولاية نيوجيرسي، وهي مونيكا سوهلر في الدائرة السادسة. حصلت على 821 صوتاً.

### 2018
كان ديزموند سيلفيرا، مهندس البرمجيات، عضواً في اللجنة الوطنية لحزب التضامن الأمريكي، وقد شغل أيضًا منصب مدير الحملة الانتخابية لحملة ماتورن-مويوز في انتخابات 2016، وكان نائب رئيس الحزب ومدير العمليات. في عام 2018، ترشح سيلفيرا لمنصب حاكم الولاية، حيث حصل على 4,633 صوتًا في الانتخابات التمهيدية.
في انتخابات عام 2018، ترشح برايان ت. كارول ضد ديفين نونيس في الانتخابات التمهيدية لمنطقة الكونغرس 22 في ولاية كاليفورنيا، حيث حصل على 1,591 صوتًا.

### 2020
في انتخابات عام 2020، ترشح شين إيان هوفمان عن حزب التضامن الأمريكي في الدائرة الـ15 للكونغرس في ولاية أوهايو. لكنه لم يُدرج في بطاقة الاقتراع وكان مرشحًا مدعومًا بالكتابة.

#### الانتخابات الرئاسية
في الانتخابات الرئاسية لعام 2020، أعلن كل من برايان كارول، وجو شرينر، وجوشوا بيركنز ترشحهم للحصول على ترشيح حزب التضامن الأمريكي (ASP). تم إعلان فوز كارول بالترشيح في 9 سبتمبر 2019. كان الحزب مدرجًا في بطاقات الاقتراع في عدة ولايات، بما في ذلك أركنساس، وكولورادو، وإلينوي، ولويزيانا، ومسيسيبي، ورود آيلاند، وفيرمونت، وويسكونسن. كما كان أيضًا خيارًا معتمدًا بالكتابة في العديد من الولايات الأخرى مثل ألاباما، وكاليفورنيا، وفلوريدا، وجورجيا، وميشيغان، ونيوجيرسي، ونيويورك، وأوهايو، وتكساس، وواشنطن، وغيرها.

### 2021

#### الانتخابات المحلية
في 6 أبريل 2021، ترشح بنجامين شميتز لمقعد مجلس الشيوخ في ولاية ويسكونسن، للدائرة 13 في انتخابات خاصة تشريعية. في 13 أبريل 2021، ترشح ستيفن هولنبرغ لمقعد في مجلس الولاية في انتخابات خاصة في ميريماك، نيو هامبشاير.

#### انتخابات استرجاع ولاية كاليفورنيا
أيد حزب التضامن الأمريكي الدكتور جيمس جي. هانيك في انتخابات استرجاع حاكم ولاية كاليفورنيا لعام 2021. He hosts the Open Door podcast and is the president of the American Maritain Association. هانيك هو رئيس جمعية ماريتان الأمريكية ويستضيف بودكاست "أوبن دور"، وكان له مساهمات منتظمة في مجلة نيو أوكسفورد ريفيو، حيث نشر العديد من الأبحاث في مجالات الميتافيزيقا، ونظرية المعرفة، والفكر الاجتماعي. حصل هانيك على 7,193 صوتًا، وهو ما يعادل 0.01% من إجمالي الأصوات، مع زيادة في الأصوات والنسبة المئوية مقارنةً بحملة ديزموند سيلفيرا في انتخابات الحاكم لعام 2018.

### 2022
- د. جيمس غ. هانيك ترشح مجددًا لمنصب حاكم ولاية كاليفورنيا في عام 2022، وحصل على 10,110 أصوات.[53]
- د. مارك أ. روزون ترشح كمرشح بالكتابة لمجلس الشيوخ الأمريكي في ولاية كاليفورنيا،[54][55] وحصل على 206 أصوات.[53]
- ديزموند أ. سيلفيرا ترشح كمرشح بالكتابة لمنصب وزير خارجية كاليفورنيا،[55] وحصل على 235 صوتًا.[56]
- إرسكين ل. ليفي ترشح لمجلس النواب الأمريكي كمرشح بالكتابة في الدائرة 31 بولاية كاليفورنيا،[55] وحصل على 17 صوتًا.[56]
- د. جاكلين أبرناثي ترشحت لمنصب حاكم تكساس كمرشحة بالكتابة، وحصلت على 1,326 صوتًا.[57][58] receiving 1,326 votes.[59]
- د. تايلر مارتن، عضو في اللجنة الوطنية لحزب التضامن، ترشح لمنصب حاكم نبراسكا.[60] ولم تقم نبراسكا بنشر نتائج الأصوات بالكتابة بشكل منفصل.[61]
- د. أوليفر بلاك ترشح لمجلس النواب الأمريكي في الدائرة الثالثة في ولاية واشنطن،[62][63] وحصل على 451 صوتًا.[64]
- القس كريس باتلر، وهو مرشح ديمقراطي وأحد مؤسسي حملة And Campaign، حصل على تأييد الحزب لمنصب عضو الكونغرس في الدائرة الأولى بولاية إلينوي. تم استبعاده في الانتخابات التمهيدية للحزب الديمقراطي، وحصل على 3,707 أصوات.[65]

### 2024

#### الانتخابات الرئاسية
في 2 يونيو 2023، فاز بيتر سونسكي بترشيح حزب التضامن الأمريكي لمنصب رئيس الولايات المتحدة بعد تصويت إلكتروني لأعضاء الحزب. اختار سونسكي لورين أوناك كمرشحة لمنصب نائب الرئيس قبل المؤتمر الوطني للحزب في أوائل يوليو الذي عُقد في بلينو، تكساس، حيث تم ترشيحها رسميًا هناك. من المقرر أن يكون الحزب على بطاقات الاقتراع في ولايتي أركنساس وهاواي.

#### انتخابات مجلس الشيوخ الأمريكي

##### كاليفورنيا
ترشح الدكتور مارك روزون في انتخابات مجلس الشيوخ الأمريكي 2024 في ولاية كاليفورنيا. أشارت استطلاعات الرأي على مستوى الولاية إلى أنه يعتبر مرشحًا غير بارز في السباق. في نظام الانتخابات التمهيدية المفتوحة في كاليفورنيا، يتنافس جميع المرشحين بغض النظر عن انتمائهم الحزبي، ويتأهل الأول والثاني من حيث الأصوات إلى انتخابات نوفمبر. في انتخابات الثلاثاء الكبير التمهيدية، حصل روزون على 13,429 صوتًا، أي ما يعادل 0.2% من الأصوات، ليحتل المركز 23 من بين 27 مرشحًا على بطاقة الاقتراع.

##### تكساس
تخوض أناليزا روش سباق انتخابات مجلس الشيوخ الأمريكي لعام 2024 في تكساس كمرشحة بالكتابة.

##### مجلس النواب الأمريكي - الدائرة 31 في كاليفورنيا
ترشح إرسكين ليفي جونيور لتمثيل الدائرة الانتخابية 31 في كاليفورنيا في مجلس النواب الأمريكي. شارك في منتدى للمرشحين لمناقشة قضايا الإسكان، وتغير المناخ، والسلام والحرب. لم يتمكن من التقدم إلى الجولة التالية من الانتخابات التمهيدية المفتوحة، حيث حصل على المركز التاسع من بين 10 مرشحين، محققًا 1,166 صوتًا، أو ما يعادل 1.2% من الأصوات.

##### بنسلفانيا
حصل إريك ك. أنطون على مكان على بطاقة الاقتراع كمرشح لحزب التضامن الأمريكي في انتخابات المدقق العام لعام 2024 في بنسلفانيا. ومع ذلك، كانت حملته غير مرئية، إذ لم يكن لديه أي تواجد على وسائل التواصل الاجتماعي أو الإنترنت. ووفقًا لتمويل الحملة، لم ينفق أنطون أي مبلغ على السباق، ولم تتمكن وسائل الإعلام المحلية في بنسلفانيا من التواصل معه. مع ذلك، تُظهر السجلات العامة أن أنطون مسجل كعضو في الحزب منذ عام 2017، وقد خدم في لجنته الوطنية ويشغل منصب منسق الحزب في الولاية.

## المرشحون الرئاسيون
| الانتخابات | مرشح منصب الرئيس | مرشح منصب نائب الرئيس | شعار الحملة                                          | الأصوات                   |
| ---------- | ---------------- | --------------------- | ---------------------------------------------------- | ------------------------- |
| 2024       | بيتر سونسكي      | لورين أوناك           | ملف:American Solidarity Party 2024 Campaign Logo.svg | 24,099 (المركز العاشر)    |
| 2020       | بريان ت. كارول   | أمار باتل             |                                                      | 42,305 (المركز العاشر)    |
| 2016       | مايك ماتورن      | خوان مونيوز           |                                                      | 6,697 (المركز الخامس عشر) |

## وصلات خارجية
- الموقع الرسمي
 (بالإنجليزية) (بالإسبانية)